# Фикомицеты
Фикомице́ты (лат. Phycomycetes), также сифомице́ты, низшие грибы (лат. Fungi inferior) — гетерогенная внесистематическая группа организмов, ранее принимавшаяся в качестве класса грибов.
Основную часть фикомицетов составляли зигомицеты, помимо которых в эту группу также включались оомицеты, хитридиомицеты (архимицеты) и другие грибоподобные организмы, обычным местом обитания которых являются водоёмы.
Впервые термин «фикомицеты» был употреблён в 1866 году Антоном де Бари. Он объединил под этим названием организмы, по его мнению занимавшие промежуточное положение между водорослями и грибами.
Пьер Андреа Саккардо в 1882 году разделил царство грибов на 4 «когорты», или класса — Аскомицеты, Базидиомицеты, Фикомицеты и формальный класс Дейтеромицеты. Фикомицеты были единственной группой, мицелий или слоевище которых были лишены септ. Внутри этого класса выделялись два подкласса — оомицеты (размножающиеся зооспорами) и зигомицеты (с зигоспорами). Такая классификация устоялась в научном мире на длительное время, в частности, она принималась А. Энглером (1892), впервые действительно описавшим таксон в ранге класса, Й. Шрётером (1897). Ф. Клементс (1909) выделил пятый класс — Промицеты, примерно соответствующий современному Pucciniomycetes.
В 1943 году Фредерик Кробер Спэрроу обратил внимание на неоднородность группы зооспоровых фикомицетов. В 1958 году он выделил среди этих фикомицетов 4 группы — классы Хитридиомицеты, Гифохитриомицеты, Оомицеты и Плазмодиофоромицеты. Также он повысил другой подкласс до класса Зигомицеты и выделил в отдельный класс Трихомицеты паразитов членистоногих, и ранее относимых к фикомицетам лишь условно.
Наименее эволюционно развитыми считались водные виды, паразиты водорослей и животных и сапрофиты, а также немногочисленные паразиты высших растений, преимущественно болотных. Таллом у них развит слабо, часто мешковидный, иногда — простой нитевидный или немного ветвящийся мицелий. Споры распространяются только в водной среде. К более продвинутым относились земноводные виды — паразиты самых разнообразных животных и растений и многочисленные сапрофиты влажных почв. Высшие фикомицеты — паразиты наземных растений, грибов и сапрофиты. Такими считались зигомицеты и пероноспоровые, мицелий которых долговечен, распространяется по поверхности субстрата и внутрь него, споры их распространяются в основном по воздуху.
В настоящее время по результатам молекулярных исследований класс фикомицетов расформирован, его представители разнесены по пяти типам, относящимся к нескольким царствам эукариот.